# 新潟聖書学院
新潟聖書学院　（にいがたせいしょがくいん、英語: Niigata Bible Institute、略称: NBI）は、新潟県柏崎市にある神学校。

## 沿革
1952年、現在地に日本海側地域唯一の聖書学院として発足した。

## 目的
4年制の神学科と1年制の聖書科があり、神学科の目的は聖書信仰に立った教育と訓練を行い、牧師及び伝道者を育成することにある。その中心は聖書そのものの研究であり、聖書を自分のものにし、かつ正しく人に教えることができる働き人を生み出すことを目標としている。
短期コースである聖書科は、諸教会で信徒として良き働きをなすことを目標としている。
端的に「みことばを学び、みことばに生き、みことばを教える」働き人の為の学び舎である。

## 特徴
新潟県に認定された各種学校であり、福音的な諸団体の教職試験に見合った神学教育を行っている。恵まれた自然環境の中で、全寮制によってトータルライフにおける訓練を目指している。敷地内に「聖ヶ丘バイブルキャンプ」というキャンプ場も併設されている。